# Lista de deputados estaduais de Goiás da 16.ª legislatura
Esta é uma lista de deputados estaduais de Goiás. São relacionados o nome civil dos parlamentares que assumiram o cargo em 1 de fevereiro de 2007, mandato que expirou em 1 de fevereiro de 2011.
Considere-se a possibilidade de os deputados listados estarem no exercício do mandato na qualidade de "suplentes", por licença do titular.

## Composição das bancadas
| Partido | Líder              | Bancada | Posição      |
| ------- | ------------------ | ------- | ------------ |
| PSDB    | Flávia Morais      | 11 / 41 | Governo      |
| PMDB    | Thiago Peixoto     | 10 / 41 | Oposição     |
| PTB     | Marlúcio Pereira   | 4 / 41  | Governo      |
| PL      | Claudio Meirelles  | 3 / 41  | Governo      |
| PT      | Mauro Rubem        | 3 / 41  | Oposição     |
| PP      | Ernesto Roller     | 2 / 41  | Governo      |
| PFL     | Dr. Helio de Sousa | 2 / 41  | Governo      |
| PDT     | Misael Oliveira    | 2 / 41  | Independente |
| PTdoB   | Wellington Valim   | 2 / 41  | Governo      |
| PSB     | Betinha Tejota     | 1 / 41  | Oposição     |
| PSC     | Vanuza Valadares   | 1 / 41  | Independente |

## Deputados por votação
Nas eleições 2006, foram eleitos 41 deputados para a Assembleia Legislativa de Goiás.
| Número | Deputado Estadual        | Partido | Votação | Porcentagem | Cidade onde nasceu | Estado           |
| 45321  | Flávia Morais            | PSDB    | 47.761  | 1,686       | Belo Horizonte     | Minas Gerais     |
| 11116  | Ernesto Roller           | PP      | 42.269  | 1,492       | Formosa            | Goiás            |
| 15678  | Thiago Peixoto           | PMDB    | 38.096  | 1,345       | Brasília           | Distrito Federal |
| 15111  | Adriete Elias            | PMDB    | 35.476  | 1,253       | Itaúna             | Minas Gerais     |
| 45133  | Samuel Almeida           | PSDB    | 34.972  | 1,235       | Itaguaru           | Goiás            |
| 45222  | Jardel Sebba             | PSDB    | 34.718  | 1,226       | Catalão            | Goiás            |
| 45555  | Helder Valin             | PSDB    | 34.179  | 1,207       | Goiânia            | Goiás            |
| 15123  | José Nelto               | PMDB    | 33.666  | 1,189       | Tiros              | Minas Gerais     |
| 45100  | Tulio Isac               | PSDB    | 33.227  | 1,173       | Goiatuba           | Goiás            |
| 15015  | Samuel Belchior          | PMDB    | 29.819  | 1,053       | Goiânia            | Goiás            |
| 45780  | Iso Moreira              | PSDB    | 29.799  | 1,052       | Mambaí             | Goiás            |
| 22690  | Cláudio Meirelles        | PL      | 29.747  | 1,050       | Goiânia            | Goiás            |
| 45800  | Daniel Goulart           | PSDB    | 29.400  | 1,038       | Rubiataba          | Goiás            |
| 45123  | Pr. Fabio Sousa          | PSDB    | 28.872  | 1,019       | Goiânia            | Goiás            |
| 14133  | Marlucio Pereira         | PTB     | 28.223  | 0,996       | Cristalina         | Goiás            |
| 15007  | Miguel Angelo            | PMDB    | 27.635  | 0,976       | Rio de Janeiro     | Rio de Janeiro   |
| 25555  | Nilo Resende             | PFL     | 27.087  | 0,956       | Araguari           | Minas Gerais     |
| 15601  | Paulo Cezar Martins      | PMDB    | 26.947  | 0,951       | Quirinópolis       | Goiás            |
| 14014  | Frei Valdair de Jesus    | PTB     | 26.463  | 0,934       | Urutaí             | Goiás            |
| 11500  | Ozair José               | PP      | 26.449  | 0,934       | Ceres              | Goiás            |
| 15100  | Luiz Carlos do Carmo     | PMDB    | 24.961  | 0,881       | Palminópolis       | Goiás            |
| 45600  | Padre Marco Ferreira     | PSDB    | 24.947  | 0,881       | Patos de Minas     | Minas Gerais     |
| 45678  | Honor Cruvinel           | PSDB    | 24.232  | 0,856       | Morrinhos          | Goiás            |
| 15135  | Romilton Moraes          | PMDB    | 24.146  | 0,853       | Jataí              | Goiás            |
| 45450  | Evando Magal             | PSDB    | 23.919  | 0,844       | Palmelo            | Goiás            |
| 40123  | Betinha Tejota           | PSB     | 23.260  | 0,821       | Crixás             | Goiás            |
| 25111  | Dr. Helio de Sousa       | PFL     | 22.863  | 0,807       | Buriti Alegre      | Goiás            |
| 15134  | Mara Naves               | PMDB    | 22.577  | 0,797       | Goianésia          | Goiás            |
| 15170  | Wagner Guimarães         | PMDB    | 21.714  | 0,767       | Rio Verde          | Goiás            |
| 14333  | Cristovão da Mota        | PTB     | 20.905  | 0,738       | Jussara            | Goiás            |
| 14190  | Coronel Marciano Queiroz | PTB     | 20.538  | 0,725       | Itumbiara          | Goiás            |
| 12631  | Misael Oliveira          | PDT     | 20.226  | 0,714       | Goiânia            | Goiás            |
| 13800  | Humberto Aidar           | PT      | 20.181  | 0,713       | Inhumas            | Goiás            |
| 22640  | Dr. Valdir Ferreira      | PL      | 20.024  | 0,707       | Trindade           | Goiás            |
| 22122  | Álvaro Guimarães         | PL      | 18.646  | 0,658       | Itumbiara          | Goiás            |
| 12644  | Isaura Lemos             | PDT     | 15.335  | 0,541       | Jundiaí            | São Paulo        |
| 70123  | Wellington Valim (Valim) | PT do B | 14.742  | 0,520       | Itauçu             | Goiás            |
| 13188  | Luis Cesar Bueno         | PT      | 12.574  | 0,444       | Goiânia            | Goiás            |
| 20223  | Vanuza Valadares         | PSC     | 12.103  | 0,427       | Porangatu          | Goiás            |
| 70170  | Tiaozinho Costa          | PT do B | 11.886  | 0,420       | Araçu              | Goiás            |
| 13789  | Mauro Rubem              | PT      | 11.544  | 0,408       | Firminópolis       | Goiás            |